# Ural Airlines
Ural Airlines (russisch: Уральские Авиалинии) ist eine russische Fluggesellschaft mit Sitz in Jekaterinburg und Basis auf dem Flughafen Jekaterinburg. Sie war 2017 gemessen an der Passagierzahl die viertgrößte russische Fluggesellschaft, gemessen am Frachtaufkommen die neuntgrößte.

## Geschichte

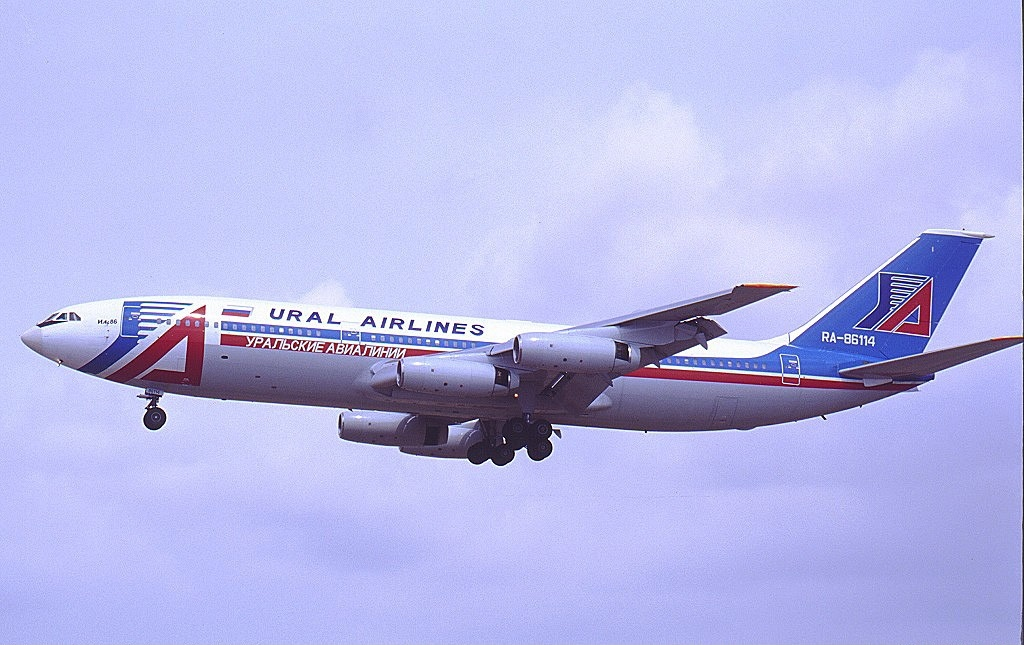
Eine Iljuschin Il-86 der Ural Airlines in früherer Bemalung

Ural Airlines ist der Nachfolger der Sverdlovsk-Division der Aeroflot, die ihre Basis in Jekaterinburg hatte. Die Gesellschaft wurde am 28. Dezember 1993 als eigenständiges Unternehmen für Fracht-, Charter- und Linienflüge gegründet. Zu den Vermögenswerten der Fluggesellschaft gehörte damals der Flughafen Kolzowo der Stadt Jekaterinburg. Außerdem wurden Ural Airlines noch zwei Antonow An-32 und drei An-24 zugeteilt.
Trotz der Aufstockung der Flotte mit zwei Iljuschin Il-86, 19 Tupolew Tu-154B und sechs Antonow An-12 entstanden Millionenverluste, da die Passagierzahlen ständig sanken. Nur der Frachtsektor mit Flügen nach Sharjah und in die Vereinigten Arabischen Emirate verzeichnete Wachstum. 1997 wurde die Gesellschaft entsprechend neu strukturiert und private Investoren, darunter auch die Lufthansa, stiegen ein. Trotz Investitionen in Inlandsverkehr, Regionalverkehr, internationale Verbindungen, Liniendienste und Fracht besserten sich die Geschäftszahlen nicht.
Im Jahr 2000 sollte die verschuldete Fluggesellschaft versteigert werden. Nachdem die Versteigerung mangels Interesse mehrmals gescheitert war, versuchte das Management eine Grunderneuerung. Die ältesten Flugzeuge wurden stillgelegt, sieben Maschinen grundlegend technisch modernisiert. Die Gesellschaft eröffnete zahlreiche Stadtbüros und Verkaufsstellen an ihren Flugzielen und ermöglichte Zahlungen mit Bank- oder Kreditkarten. Seither konnte sich die Fluggesellschaft stabilisieren und ihre Flotte mit Flugzeugen der Airbus-A320-Familie modernisieren und deutlich erweitern. Zwischenzeitlich wurde auch ein modernes Corporate Design sowie ein Vielfliegerprogramm eingeführt.
Im Zuge des Russischen Überfalles auf die Ukraine wurde die Gesellschaft im April 2022 auf die als „Schwarze Liste“ bezeichnete EU-Flugsicherheitsliste gesetzt und ihr damit der Betrieb in der EU untersagt. Grund dafür ist, dass die russische Föderale Agentur für Lufttransport russischen Gesellschaften erlaubt, ausländische Luftfahrzeuge ohne gültiges Lufttüchtigkeitszeugnis zu betreiben. Ebenso verschwand eine 2018 getätigte Order von 14 Boeing 737 Max 8 aus den Büchern von Boeing.

## Flugziele
Ural Airlines fliegt neben Zielen innerhalb Russlands auch Armenien, Aserbaidschan, Tadschikistan, die Türkei, Kirgistan, Usbekistan und die Vereinigten Arabischen Emirate an.

## Flotte

### Aktuelle Flotte

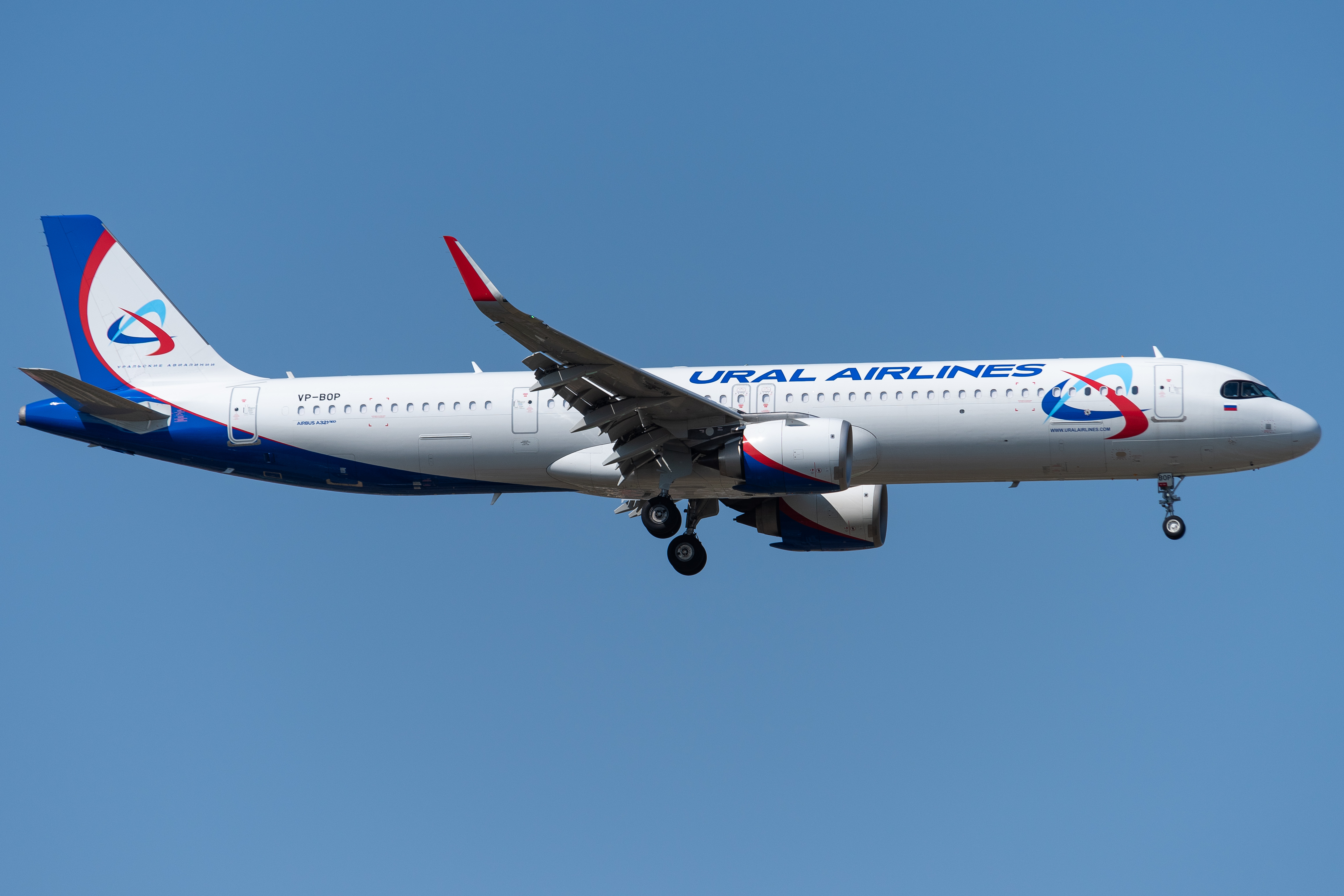
Airbus A321neo der Ural Airlines

Mit Stand Mai 2024 besteht die Flotte der Ural Airlines aus 51 Flugzeugen mit einem Durchschnittsalter von 14,7 Jahren:
| Flugzeugtyp     | Anzahl | bestellt | Anmerkungen                     | Sitzplätze | Durchschnittsalter |
| --------------- | ------ | -------- | ------------------------------- | ---------- | ------------------ |
| Airbus A319-100 | 04     |          |                                 | 134        | 17,6 Jahre         |
| Airbus A320-200 | 22     |          |                                 | 156        | 18,5 Jahre         |
| Airbus A320neo  | 03     |          |                                 | – offen –  | 4,7 Jahre          |
| Airbus A321-200 | 14     |          | zwei mit Sharklets ausgestattet | 220        | 16,8 Jahre         |
| Airbus A321neo  | 08     |          |                                 | 236        | 3,1 Jahre          |
| Gesamt          | 51     | –        |                                 |            | 14,7 Jahre         |

### Ehemalige Flugzeugtypen
In der Vergangenheit setzte Ural Airlines bereits folgende Flugzeugtypen ein:
- Antonow An-12
- Antonow An-24
- Antonow An-26
- Iljuschin Il-86
- Tupolew Tu-134
- Tupolew Tu-154

## Zwischenfälle
- Am 15. August 2019 wurde ein Airbus A321-211 (Luftfahrzeugkennzeichen VQ-BOZ, Werknummer 2117) auf dem Flug vom Flughafen Moskau-Schukowski nach Simferopol auf der Halbinsel Krim mit 226 Passagieren und sieben Besatzungsmitgliedern an Bord kurz nach dem Start von einem Schwarm Möwen getroffen, weshalb das Flugzeug in einem Maisfeld weniger als drei Nautische Meilen von der Start- und Landebahn entfernt mit eingefahrenem Fahrwerk notlanden musste. Von den 233 Insassen wurden 23 Menschen ins Krankenhaus eingeliefert.[9][10][11][12] Es gab jedoch keine Todesopfer. Die Maschine wurde zum Totalschaden erklärt.

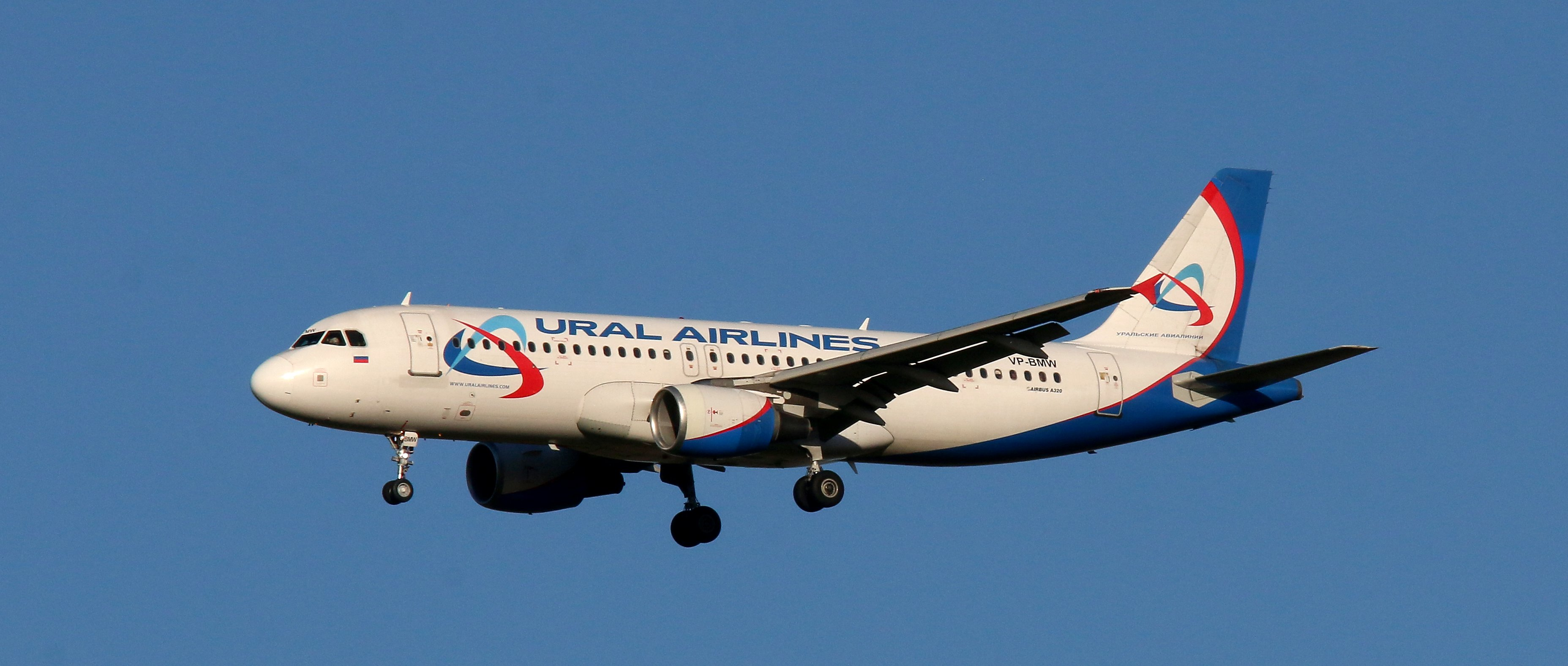
Die am 12. September 2023 in einem Kornfeld gelandete Airbus A320-214 beim Anflug auf London Stansted Airport Ende 2019

- Am 12. September 2023 landete ein Airbus A320-214 (Luftfahrzeugkennzeichen RA-73805 bzw. bis zur Enteignung VP-BMW, Werknummer 2166),[13] auf dem Flug vom Flughafen Sotschi zum Flughafen Omsk-Zentralny nahe dem Ort Kamenka in einem Weizenfeld ().[14] Nachdem während des Landeanflugs auf die 2.500 Meter lange Bahn des Flughafens Omsk ein Hydraulikausfall gemeldet wurde, durch den die Landung komplizierter hätte werden können, wollten die Piloten auf eine der beiden 3.600 Meter langen Bahnen des knapp 600 Kilometer entfernten Flughafens Nowosibirsk-Tolmatschowo ausweichen. Da man aber unwissentlich mit ausgefahrenem Fahrwerk flog und dadurch zirka 2,8 mal so viel Kerosin verbrauchte,[15] reichte der Treibstoff nicht bis dorthin und man führte 135 Kilometer entfernt von letzterem Flughafen eine Notlandung in einem Weizenfeld durch. An Bord befanden sich 159 Passagiere und sechs Besatzungsmitglieder. Es wurden keine Verletzten oder Todesopfer gemeldet.[16][17][18] Da außer dem Fahrwerk der Airbus nicht beschädigt zu sein schien, entschied sich Ural Airlines, zuerst das Flugzeug auf dem Feld selbst wieder flugbereit zu machen, um von dort zu starten.[19] Schließlich entschied man sich jedoch aufgrund von Ungewissheit über das tatsächliche Ausmaß der Schäden, die Maschine auf dem Acker überwintern zu lassen.[20] Im Januar 2024 wurde entschieden, die Maschine auf dem Acker zu zerlegen und die Einzelteile zu verwerten.[21]